# Egyptens flygvapen

Det egyptiska flygvapnets flagga.

Egyptens flygvapen (arabiska: القوات الجوية المصرية)  har 220 stridsplan av typen F-16, vilka är deras främsta flygplan användbara i frontlinjen. Antalet F-16 är det fjärde största bland världens flygvapen. Flygvapnets motto är 'Högre och högre för ärans sak' (engelska: 'Higher and higher for the sake of glory') (arabiska: إلى العلا في سبيل المجد).